# Gigantism
Gigantismul este o boală endocrină care constă în creșterea excesivă în lungime a corpului sau a unor părți ale lui.
Se consideră gigant, individul ce depășește cu 20 % talia normală pentru vârstă, sex, rasă.
Înălțimea  bolnavilor este peste 2 m. Cel mai înalt gigant cunoscut în România a fost Gogea Mitu, observat de Gheorghe Marinescu, care avea o înălțime de 242 cm.
Frecvența bolii este de șapte ori mai mare la bărbați.

## Etiopatogenie
În gigantism se produce secreția exagerată și nemodulată (hipersecreție) de hormon somatotrop (hormon al creșterii secretat de adenohipofiză), datorată de cele mai multe ori unei tumori hipofizare și mai rar unei hiperplazii hipofizare cu debut înaintea închiderii cartilagiilor de creștere, ceea ce explică persistența creșterii în lungime a scheletului și după 16-18 ani.

## Tablou clinic
Alungirea scheletului se produce mai ales pe seama extremităților, realizându-se o talie disproporționată: membre foarte lungi, cutie toracică relativ nedezvoltată cu numeroase deformări.
Craniul este alungit datorită creșterii mai ales a oaselor faciale dar mandibula nu se modifică. Apar modificări scheletice ca: cifoze, scolioze, torace înfundat.
Visceromegalia poate fi prezentă prin cardiomegalie, gastromegalie cu cortegiul simptomatic pe care îl implică.
Pubertatea se instalează tardiv, fiind incompletă. Caracterele sexuale secundare sunt insuficient dezvoltate.
La sexul masculin pilozitatea facială nu apare, musculatura este slab dezvoltată, potența este scăzută iar spermatogeneza este imperfectă.
Femeile gigante prezintă insuficiență ovariană cu amenoree și sterilitate.
Cefalee este frecventă pe lângă alte tulburări neurologice și oftalmologice.
Majoritatea giganților studiați din punct de vedere psihic au fost retardați sau debili mintali.
Alții prezintă diverse tulburări psihice cu note de puerilism comportamental.
Dacă secreția de hormon somatotrop persistă și după 20 de ani, se conturează tabloul clinic al unei giganto-agromegalii.
La creșterea exagerată în lungime se adaugă creșterea în grosime a extremităților.
Evoluția bolii este cronică, lentă.
Cauzele mai frecvente de deces sunt reprezentate de: tuberculoza pulmonară, infecții intercurente, sindromul de hipertensiune intracraniana.

## Tratament
Este reprezentat de radioterapie hipofizată în stadiile incipiente și adenectomie transfenoidală, precum și tratamentul substitutiv, al deficitelor hormonale secundare: gonadic tiroidian și suprarenal.

## Prognostic și recuperare
Depind de evoluția și complicațiile bolii.
Capacitatea de muncă și efort fiind redusă, pacienții cu gigantism pot fi activi în anumite sectoare ce nu solicită eforturi deosebite.